# Master Raindrop
Master Raindrop es una serie de televisión animada producida conjuntamente por Australia, Nueva Zelanda y Singapur. Hizo su debut en la cadena Seven Network de Australia en el 2008. La serie consta de 26 episodios de 24 minutos de duración. La serie fue emitida en 2010 por Cartoon Network. Y desde 2014 se emitió en Boomerang Latinoamérica hasta su cambio de imagen el 28 de septiembre de 2014.
Master Raindrop ha sido producido por Brent Salas, Vicente Lim, Watson y Geoff McConville Yasmin. Fue escrito por Paul Barber, Goldsworthy Kym, Hoppe Lisa, Luno Anthony, Brendan Luno, Juan Mein, Kitty Phipps, Gina Roncoli, James Walker, Watt Anthony y David Witt.

## Sinopsis de la serie
Master Raindrop sigue el viaje de cuatro jóvenes amigos (Raindrop, ShaoYen, Jinhou y Niwa) a través de "La tierra de las mil leyendas". Están en busca de su maestro, el Maestro Yun, quien ha sido capturado por el general Bu. La serie lleva a los personajes la vida y las criaturas de distintas leyendas de Asia y el folclore.

## Reparto
- Jane O'Brien
- Rey Raquel
- Sarah Aubrey
- Josh Tarta Quong
- Josh Anderson
- Francisco David
- Meegan Brian

## Emisión
Local
- Seven Network

Internacional
- Télétoon

- Clan

- Telecanal

- El Nueve

- La Tele

- Cartoon Network, Boomerang

- Rai 2, RaiSat Smash

- KiKA

- SBS, Anione TV, Champ TV

- PTS, YOYO TV

- D Çocuk

- MBC 3

- Chutti TV

- Arutz HaYeladim